# Sri Pendowo (Ketapang)
Sri Pendowo is een bestuurslaag in het regentschap Lampung Selatan van de provincie Lampung, Indonesië. Sri Pendowo telt 2865 inwoners (volkstelling 2010).